# The Australian Pink Floyd Show

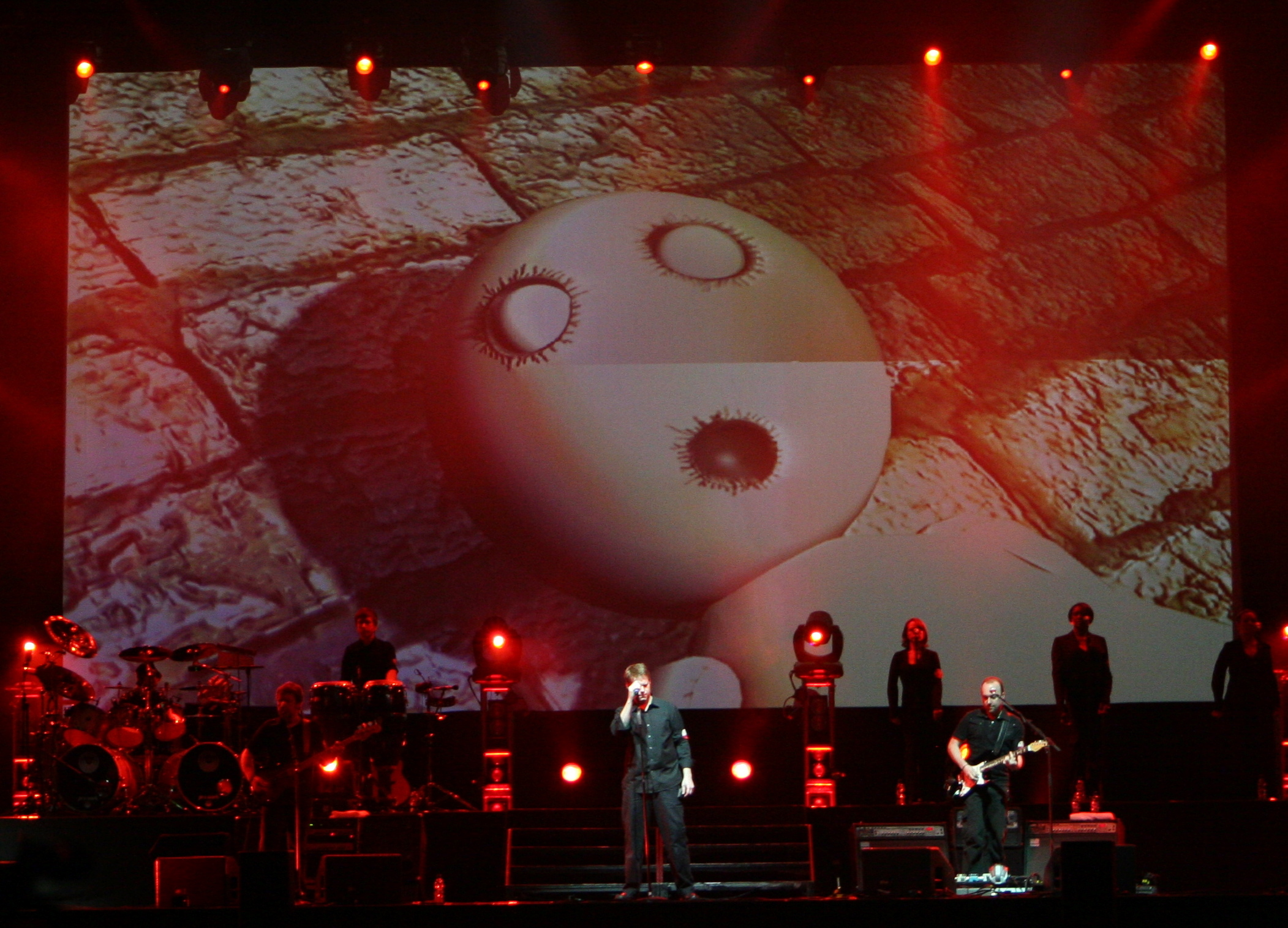
Zespół na koncercie w Barcelonie (2009)

The Australian Pink Floyd Show – założony w 1988 roku tribute band zespołu Pink Floyd.

## Muzycy
Podstawowy skład osobowy zespołu tworzony jest przez następujących muzyków:
- Steve Mac – gitara, śpiew (od 1988)
- Jason Sawford (†) – instrumenty klawiszowe (1988-2025)
- Colin Wilson – gitara basowa, śpiew (od 1993)
- Paul Bonney – perkusja (od 1998)
- David Domminney Fowler – gitara, śpiew od (2010)

W latach 2005–2010 członkiem zespołu była polska wokalistka Aleksandra Bieńkowska.

## Koncerty
Pierwszy koncert w Polsce zespół wykonał w 2008 roku w katowickim Spodku. Od tego momentu co roku odwiedza Polskę. W ramach Pink Floyd’s Greatest Hits World Tour 2011 The Australian Pink Floyd Show dał 7 koncertów w Polsce. W maju 2013 roku grupa zagrała w Polsce 2 koncerty podczas trasy poświęconej 40-leciu wydania krążka „The Dark Side of the Moon”. Łącznie, do tej pory, The Australian Pink Floyd Show zagrał 26 koncertów w Polsce, kolejne dwa odbyły się 26 i 27 kwietnia 2018 w Spodku w Katowicach oraz w Poznaniu w ramach trasy koncertowej z okazji 30-lecia zespołu. Ostatni koncert odbył się 4 marca 2024 roku w Katowicach.